# Crézancy-en-Sancerre
Crézancy-en-Sancerre és un municipi francès, situat al departament de Cher i a la regió de Centre – Vall del Loira. L'any 2007 tenia 507 habitants.

## Demografia

### Població
El 2007 la població de fet de Crézancy-en-Sancerre era de 507 persones. Hi havia 242 famílies, de les quals 88 eren unipersonals (48 homes vivint sols i 40 dones vivint soles), 81 parelles sense fills i 73 parelles amb fills.
La població ha evolucionat segons el següent gràfic:
Habitants censats

### Habitatges
El 2007 hi havia 378 habitatges, 242 eren l'habitatge principal de la família, 88 eren segones residències i 48 estaven desocupats. 367 eren cases i 9 eren apartaments. Dels 242 habitatges principals, 177 estaven ocupats pels seus propietaris, 52 estaven llogats i ocupats pels llogaters i 12 estaven cedits a títol gratuït; 3 tenien una cambra, 17 en tenien dues, 48 en tenien tres, 74 en tenien quatre i 100 en tenien cinc o més. 188 habitatges disposaven pel capbaix d'una plaça de pàrquing. A 127 habitatges hi havia un automòbil i a 91 n'hi havia dos o més.

### Piràmide de població
La piràmide de població per edats i sexe el 2009 era:
| Homes | Edats   | Dones |
| ----- | ------- | ----- |
| 0     | 95 o +  | 0     |
| 0     | 90 a 94 | 0     |
| 4     | 85 a 89 | 4     |
| 12    | 80 a 84 | 0     |
| 4     | 75 a 79 | 12    |
| 16    | 70 a 74 | 20    |
| 4     | 65 a 69 | 8     |
| 24    | 60 a 64 | 24    |
| 16    | 55 a 59 | 12    |
| 20    | 50 a 54 | 16    |
| 8     | 45 a 49 | 24    |
| 12    | 40 a 44 | 4     |
| 16    | 35 a 39 | 8     |
| 20    | 30 a 34 | 8     |
| 16    | 25 a 29 | 28    |
| 16    | 20 a 24 | 24    |
| 4     | 15 a 19 | 12    |
| 8     | 10 a 14 | 12    |
| 20    | 5 a 9   | 12    |
| 20    | 0 a 4   | 16    |

## Economia
El 2007 la població en edat de treballar era de 324 persones, 257 eren actives i 67 eren inactives. De les 257 persones actives 234 estaven ocupades (129 homes i 105 dones) i 23 estaven aturades (10 homes i 13 dones). De les 67 persones inactives 23 estaven jubilades, 25 estaven estudiant i 19 estaven classificades com a «altres inactius».

### Ingressos
El 2009 a Crézancy-en-Sancerre hi havia 226 unitats fiscals que integraven 491,5 persones, la mediana anual d'ingressos fiscals per persona era de 19.997 €.

### Activitats econòmiques
Dels 23 establiments que hi havia el 2007, 2 eren d'empreses alimentàries, 1 d'una empresa de fabricació d'altres productes industrials, 4 d'empreses de construcció, 8 d'empreses de comerç i reparació d'automòbils, 1 d'una empresa d'hostatgeria i restauració, 1 d'una empresa immobiliària, 2 d'empreses de serveis, 1 d'una entitat de l'administració pública i 3 d'empreses classificades com a «altres activitats de serveis».
Dels 6 establiments de servei als particulars que hi havia el 2009, 1 era un paleta, 1 lampisteria, 2 electricistes i 2 perruqueries.
Dels 2 establiments comercials que hi havia el 2009, 1 era una botiga de menys de 120 m² i 1 una fleca.
L'any 2000 a Crézancy-en-Sancerre hi havia 37 explotacions agrícoles que ocupaven un total de 1.537 hectàrees.

## Equipaments sanitaris i escolars
El 2009 hi havia una escola elemental integrada dins d'un grup escolar amb les comunes properes formant una escola dispersa.

## Poblacions més properes
El següent diagrama mostra les poblacions més properes.